# Giuseppe Benassai
Giuseppe Benassai (Reggio Calabria, 13 luglio 1835 – Reggio Calabria, 5 dicembre 1878) è stato un pittore italiano.

## Biografia
Amico di Alfonso Frangipane si dedicò al disegno sin da giovane, per interessarsi poi di pittura su tela e, a partire dal 1870, alla pittura della ceramica (specialmente della maiolica), si interessò anche alla litografia.
Ebbe come primo maestro a Reggio Calabria Ignazio Lavagna Fieschi, che poi lo indirizzò a Napoli al suo stesso maestro Salvatore Fergola. Malvisto dalla polizia borbonica per le sue idee liberali, lasciò il Regno delle due Sicilie e si stabilì a Roma. Dopo l'Unità d'Italia si trasferì a Firenze dove frequentò i circoli dei macchiaioli e nel 1866 vinse il primo premio in un concorso di pittura bandito dal Governo, con il dipinto La quiete (opera oggi esposta alla Pinacoteca civica di Reggio Calabria).
Mandato dal governo italiano, nel 1869, all'inaugurazione del Canale di Suez dipinse durante il soggiorno un gran numero di dipinti di soggetti orientali, esposti poi al Museo dell'Accademia di Firenze. Fu poi direttore della fabbrica di ceramiche e maioliche Ginori a Sesto Fiorentino, in cui realizzò parecchie pregevoli maioliche oggi esposte al Museo Richard-Ginori della Manifattura di Doccia. Designato professore onorario all'Istituto di Belle Arti di Napoli nel 1877, fu anche giornalista e scrittore collaborando con "La Nazione" di Firenze.

## Opere
- Grotta con cappuccini e veduta di Scilla - 1851

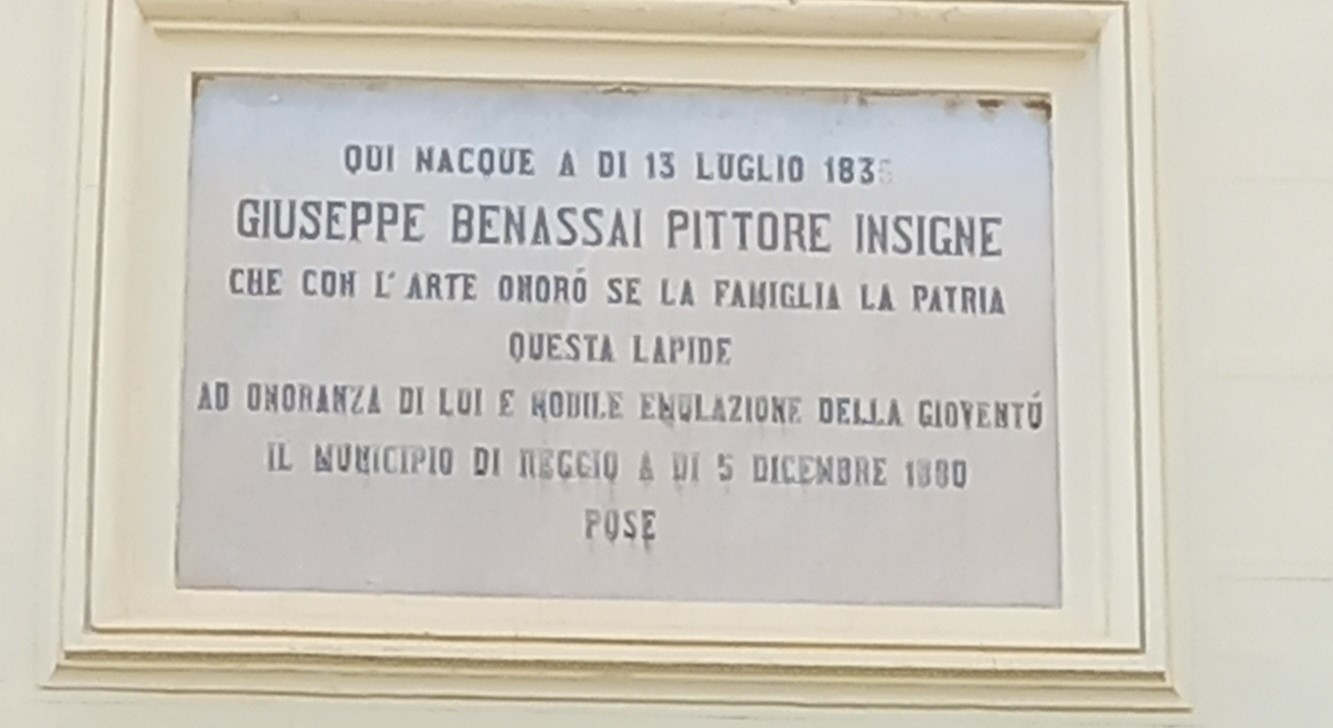
Lapide in Corso Garibaldi a Reggio Calabria

- Paesaggio lacustre con quercia e persone - 1851
- Veduta con blocchi rocciosi, castello e alberi - 1856
- Paesaggio al tardo pomeriggio - 1856
- Paesaggio con cane - 1857
- Mucche in Aspromonte - 1857
- Vallata verdeggiante con greto di torrente - 1857
- Paesaggio collinoso con greggi e pastori - 1857
- Grotta azzurra a Capri - 1857
- Ospedale di San Giovanni di Dio in Agrigento - 1858

- La pastorizia - 1863

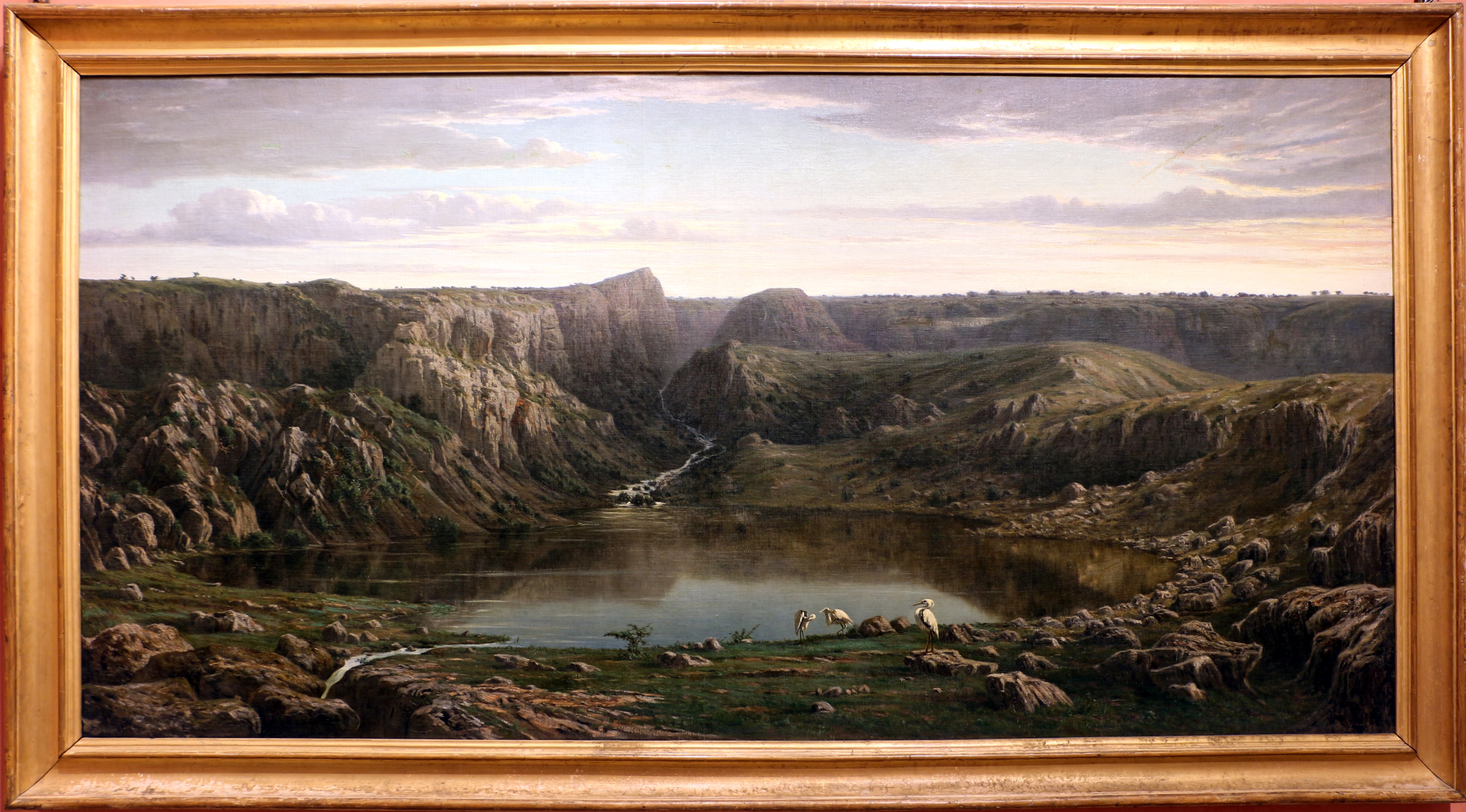
Giuseppe Benassai, La quiete, 1866

- Campagna romana con ruderi e bovini - 1863
- Somarello tra i fiori - 1864
- Raccolta del fieno 1865
- Una veduta di Aspromonte - 1866
- La primavera - 1866
- Paludi di Ostia - 1866
- Paesaggio con bovini e barca - 1866
- Paesaggio con greggi e pastore - 1866
- La quiete - 1866
- Aspromonte - 1869
- Paesaggio fluviale - 1869
- Veduta del Canale di Suez 1870
- Veduta delle Piramidi - 1870
- Leone nel deserto - 1870
- Tramonto nel deserto - 1870
- Il Nilo - 1870
- Carovana nel deserto - 1870
- Riposo nel deserto - 1870
- Grande vaso ornamentale policromo "Ginori" con "Incendio delle Pampas" - 1872
- Grande coppa ornamentale policroma "Ginori" con "Paesaggio maremmano con cavalli bradi in corsa" - 1875
- Una pineta a San Rossore - 1885